# Tratado de Tlatelolco
El Tratado para la Proscripción de Armas Nucleares en América Latina y el Caribe —más conocido como Tratado de Tlatelolco— es un tratado internacional que establece la desnuclearización del territorio de América Latina y el Caribe de los países signatarios. Fue propuesto por el presidente de México, Adolfo López Mateos, e impulsado por los diplomáticos mexicanos Alfonso García Robles, Ismael Moreno Pino y Jorge Castañeda como respuesta al temor generado por la crisis de los misiles de Cuba (1962). Por sus esfuerzos en favor de la reducción de armas nucleares, García Robles obtuvo el Premio Nobel de la Paz en 1982.
La preparación del texto fue encomendada a la Comisión Preparatoria para la Desnuclearización de América Latina (COPREDAL) que  fijó su sede en la Ciudad de México y mantuvo cuatro sesiones plenarias. El Tratado, cuya redacción fue completada por la COPREDAL el 12 de febrero de 1967 en la antigua sede de la Secretaría de Relaciones Exteriores en Tlatelolco. Fue puesto a disposición de los países para su firma el 14 de febrero y entró en vigencia el 25 de abril de 1969. La organización encargada de vigilar el cumplimiento de dicho tratado se denomina OPANAL (Organización para la Proscripción de las Armas Nucleares en la América Latina y el Caribe). Con relación a su relevancia internacional, el Tratado de Tlatelolco, fue el primero de su clase en una zona habitada del mundo, estableciendo una zona libre de armas nucleares desde el Río Bravo hasta Tierra del Fuego.

## Historia
Tras la crisis de los misiles en Cuba, el presidente mexicano Adolfo López Mateos impulsó la desnuclearización de América Latina. La idea era asegurar la prohibición de los armamentos nucleares y que esta parte del mundo no estuviera implicada en ningún conflicto entre las grandes potencias rivales. Mateos buscó extender las relaciones diplomáticas de México más allá de sus límites tradicionales y dedicó esfuerzos importantes a fomentar la integración latinoamericana. Impulsado por México, las negociaciones fueron lídereadas por tres destacados diplomáticos mexicanos:
"Las actas de las negociaciones revelan nombres de enorme altura: Alfonso García Robles, jurista distinguido y espíritu del tratado, quien fungió como secretario de Relaciones Exteriores de México, y alcanzó el Premio Nobel de la Paz en 1982, por el éxito del tratado. Su delegación contó con nombres de gran talla como Jorge Castañeda y Álvarez de la Rosa, jurista internacional que tiempo después ocuparía también la titularidad de Relaciones Exteriores, e Ismael Moreno Pino, gran impulsor del multilateralismo en México y embajador en las principales capitales europeas y en Naciones Unidas"  - Alejandro Alday González, director general del Instituto Matías Romero de la Secretaría de Relaciones Exteriores.
Las delegaciones de otros países incluyeron a figuras similarmente destacadas: José Sette Câmara (Brasil), Alberto Sepúlveda Contreras (Chile), Leopoldo Benítes (Ecuador), e incluso a Juan Natalicio González, expresidente de Paraguay.
La Comisión Preparatoria para la Desnuclearización de América Latina (COPREDAL), creada después de la Crisis de los Misiles en Cuba, constó de cuatro conjuntos de sesiones, todas ellas realizadas en la Ciudad de México. El propósito de las sesiones fue preparar un posible proyecto de Tratado de Tlatelolco. La Asamblea de las Naciones Unidas autorizó a la COPREDAL el 27 de noviembre de 1963.
Reunidos en el distrito de Tlatelolco de la Ciudad de México el 14 de febrero de 1967, las naciones de América Latina y el Caribe redactaron este tratado para mantener su región del mundo libre de armas nucleares. Si bien la Antártida había sido declarada anteriormente zona libre de armas nucleares en virtud del Tratado Antártico de 1961, esta fue la primera vez que se estableció una prohibición de este tipo en un área grande y poblada.

## Signatarios
- Argentina
- Bolivia
- Brasil
- Chile
- Colombia
- Costa Rica
- República Dominicana
- Ecuador
- El Salvador
- Guatemala
- Haití
- Honduras
- Jamaica
- México
- Nicaragua
- Panamá
- Paraguay
- Perú
- Trinidad y Tobago
- Uruguay
- Venezuela